# Yangzi (köpinghuvudort i Kina, Hubei Sheng, lat 31,29, long 112,63)
Yangzi är en köpinghuvudort i Kina. Den ligger i provinsen Hubei, i den centrala delen av landet, omkring 180 kilometer nordväst om provinshuvudstaden Wuhan. Antalet invånare är 52 466. Befolkningen består av 25 756 kvinnor och 26 710 män. Barn under 15 år utgör 10,0 %, vuxna 15-64 år 79 %, och äldre över 65 år 9,0 %.
Runt Yangzi är det ganska tätbefolkat, med 230 invånare per kvadratkilometer. Närmaste större samhälle är Zhongxiang, 14,7 km söder om Yangzi. Trakten runt Yangzi består till största delen av jordbruksmark.
Genomsnittlig årsnederbörd är 1 100 millimeter. Den regnigaste månaden är augusti, med i genomsnitt 175 mm nederbörd, och den torraste är december, med 15 mm nederbörd.